# 国道九四フェリー
国道九四フェリー株式会社（こくどうきゅうしフェリー、英: KOKUDO KYUSHI FERRY）は、大分県大分市大字佐賀関に本社を置く日本の海運会社である。

## 概要
愛媛県西宇和郡伊方町の三崎港から大分県大分市の佐賀関港に至る国道197号海上区間を成すフェリー航路を運営している。
現在は近鉄グループホールディングスの連結子会社となっている。

## 沿革
三崎-佐賀関航路は、大分県にとっては大分臨海工業地帯で生産される製品の大市場である阪神との間を短距離で結ぶ幹線としての意味を持ち、愛媛県にとっては経済、文化、観光面でも緊密な関係のある東九州とを結ぶ意味を持つ。
両県は1959年（昭和34年）以来、日本道路公団による公営方式でのフェリー航路の開設を図ってきた。1963年（昭和38年）4月には二級国道197号が制定されたが、1964年（昭和39年）6月に当時の河野一郎建設大臣が民営方式を提示すると、本航路を産業上必要な幹線と位置づけ建設費償却後の低料金化が可能な公営方式を譲らない大分県と、早期実現の観点から民営方式を支持する愛媛県との間で対立が起きた。1966年（昭和41年）に、運航権は日本道路公団が持ち、フェリーは公団と民間が1隻ずつ建造し、運航は民間に委託するという折衷案でようやく合意を見た。
本航路では、以前から青木石油株式会社が運航権を有して小規模な旅客船（フェリーではない）の運航を行っていた。近畿日本鉄道及び岩崎産業は1963年（昭和38年）11月25日に九州四国フェリーボート株式会社を設立。九四フェリー株式会社との混同を避けて豊予商船株式会社に社名を変更した後、1964年（昭和39年）3月に青木石油株式会社から運航権及び船舶の譲渡を受け、一般旅客定期航路事業を運営していた。
上記の方針に基づき、日本道路公団が第一豊予丸を建造する一方、第二豊予丸は民間で建造し、国道九四フェリーが委託を受けて運航を行うこととなった。
その後、赤字が累積したことから、日本道路公団は航路の民間譲渡又は廃止を検討。その結果、1988年（昭和63年）4月1日に日本道路公団から委託を受けて運航を行っていた国道九四フェリーへ事業が譲渡された。

### 年表
- 1963年（昭和38年）4月1日 - 前年5月の道路法改正に伴い国道197号が制定施行。
- 1968年（昭和43年）2月 - 設立[1]
- 1969年（昭和44年）4月 - 日本道路公団（当時）から委託を受け、佐賀関港-三崎港間のフェリー航路開設[1]
- 1988年（昭和63年）4月1日 - 日本道路公団（当時）から国道九四フェリー株式会社に事業（航路権）譲渡[7]
- 1990年（平成2年）2月 - 「ニュー豊予」就航
- 1993年（平成5年）6月 - 「ニュー豊予2」就航
- 2001年（平成13年）1月23日 - 「ニュー豊予3」就航[8]
- 2012年（平成24年）2月11日 - 「シャトル豊予」就航[9]
- 2016年（平成28年）
  - 6月17日 - 「遊なぎ」就航[10]
  - 6月21日 - 「シャトル豊予」の船名を「速なみ」に変更
  - 6月23日 - 「ニュー豊予3」の船名を「遥かぜ」に変更
- 2021年（令和3年）2月1日 - 「涼かぜ」就航[11][12]

## 航路

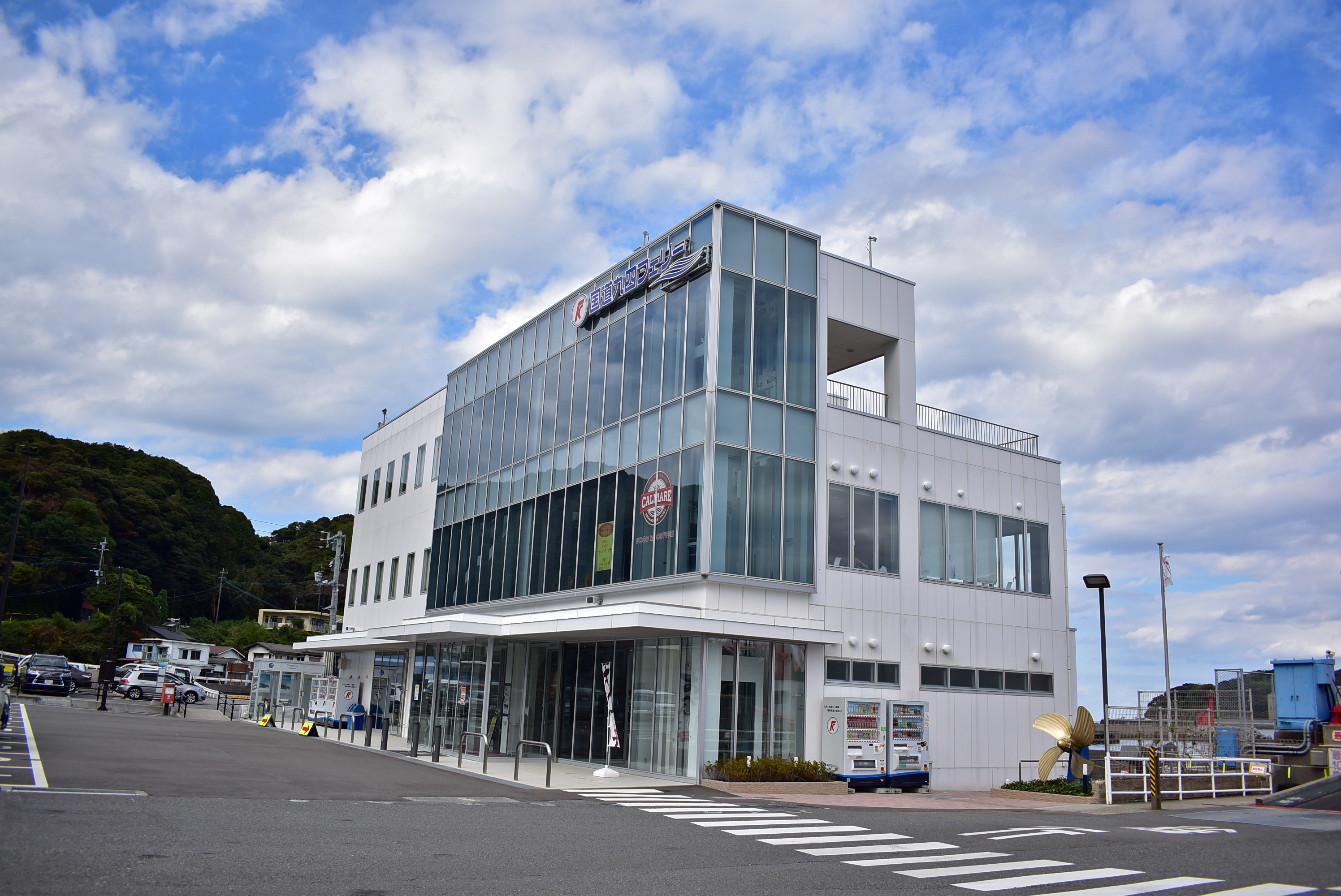
佐賀関ターミナルビル

- 佐賀関港 - 三崎港（営業キロ程 31km[1]、片道所要時間 1時間10分）

本航路は、佐田岬半島と佐賀関半島との間の豊予海峡を横断し、九州と四国とを最短距離・時間で結んでいる。かつては1隻体制で1日3往復を運航していたが、1987年（昭和62年）に愛媛県側の佐田岬メロディーラインが開通して以降利用客が急増したため、増便や新造船の建造が行われ、さらに1996年（平成8年）の大分自動車道全線開通等の道路整備にともなって観光客の利用が増加したこと等から、3隻体制で1日16往復を運航している（2016年11月時点）。
同じく愛媛県と大分県を結ぶ宇和島運輸や九四オレンジフェリーの八幡浜-別府・臼杵間の航路に比べると運航便数が多いが、その一方で終夜運航は行っておらず、佐賀関港からは第1便7:00発で最終便23:00発、三崎港からは第1便7:30発で最終便23:30発となっている（2016年11月時点）。ただし、お盆期間などの超繁忙期において、通常ダイヤにおける前記第1便よりも早い時間帯にも臨時便が設定される場合がある。

### 乗船場までのアクセス
車による乗船の場合、本航路の発着地である三崎・佐賀関の両港が何れも岬の先端付近に所在していることから、航路自体の所要時間が短い半面、両港から各々最寄りとなる高速道路のインターチェンジまでの距離は、他の航路と比べて長くなっている。
公共交通を使用する場合、大分県側の佐賀関港と大分市街地間は、路線バスが毎時1本程度運行されているのに対し、愛媛県側の三崎港と最寄りの鉄道駅である八幡浜駅との間の路線バスは1日2往復程度である。

## 船舶
- 涼かぜ（すずかぜ）[12][19]
  - 総トン数：1,148トン
  - 連続最大出力：2,000PS×2
  - 全長：86.65m
  - 幅（型幅）：13.40m
  - 航海速力：16.0ノット

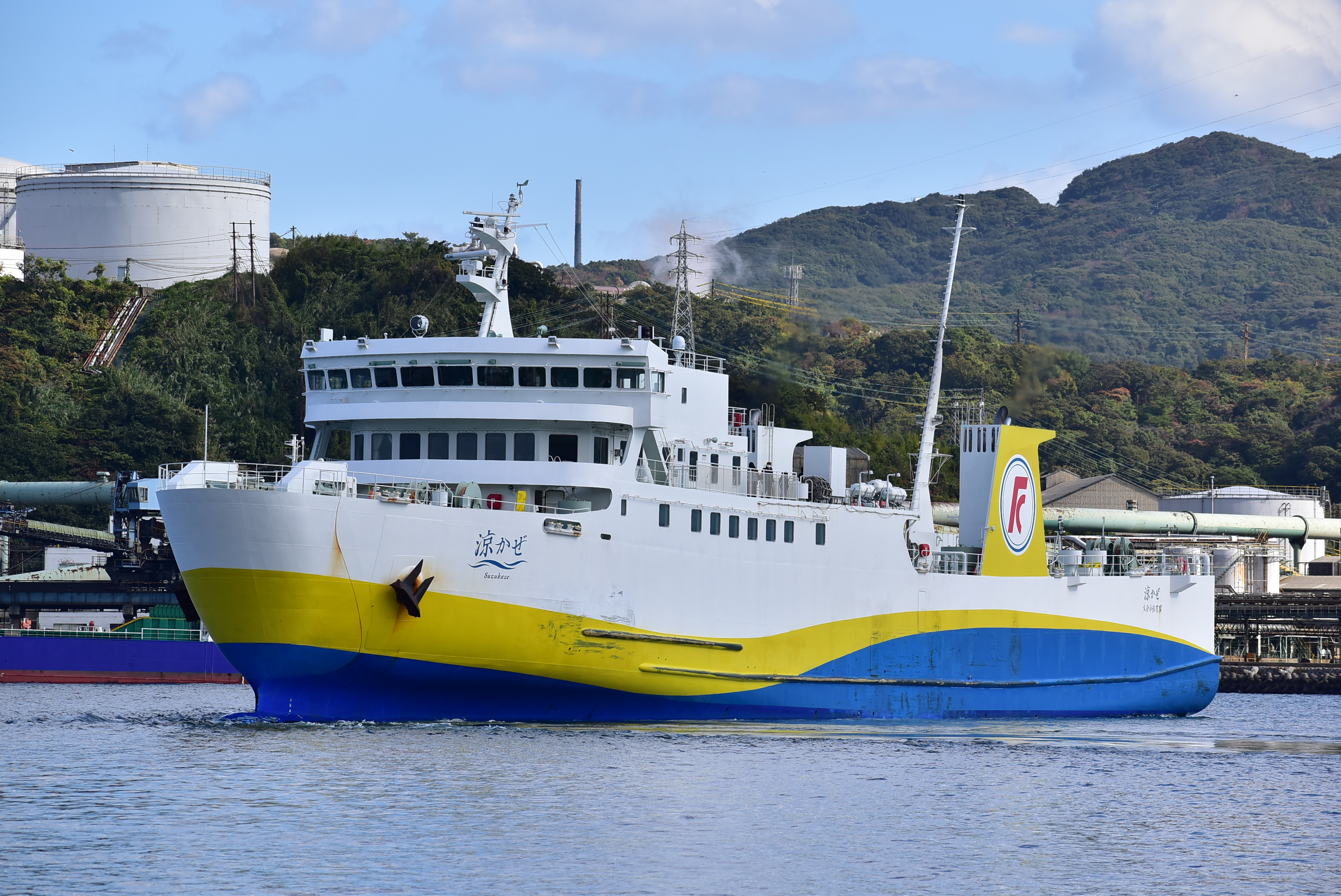
国道九四フェリー「涼かぜ」

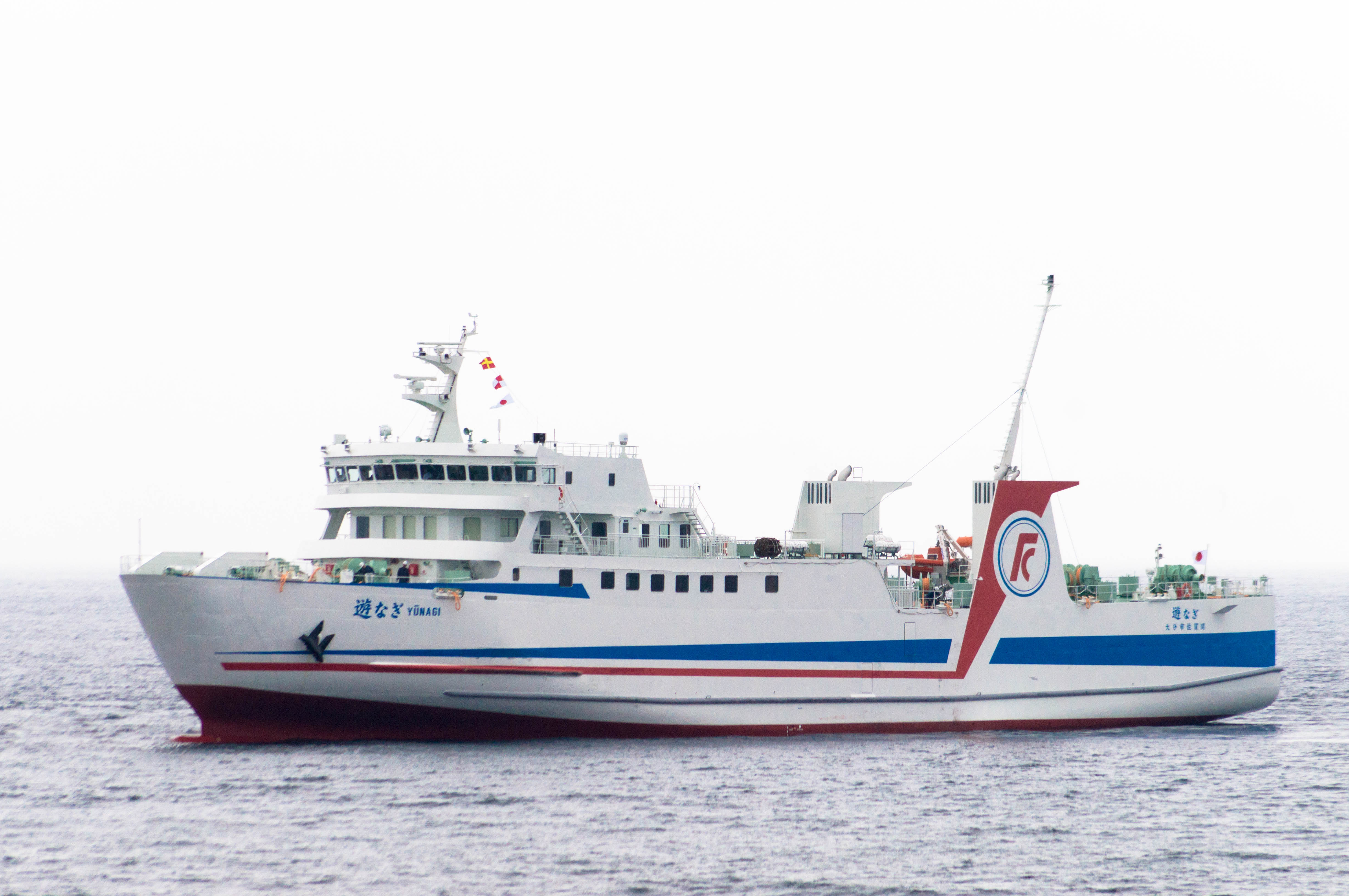
遊なぎ

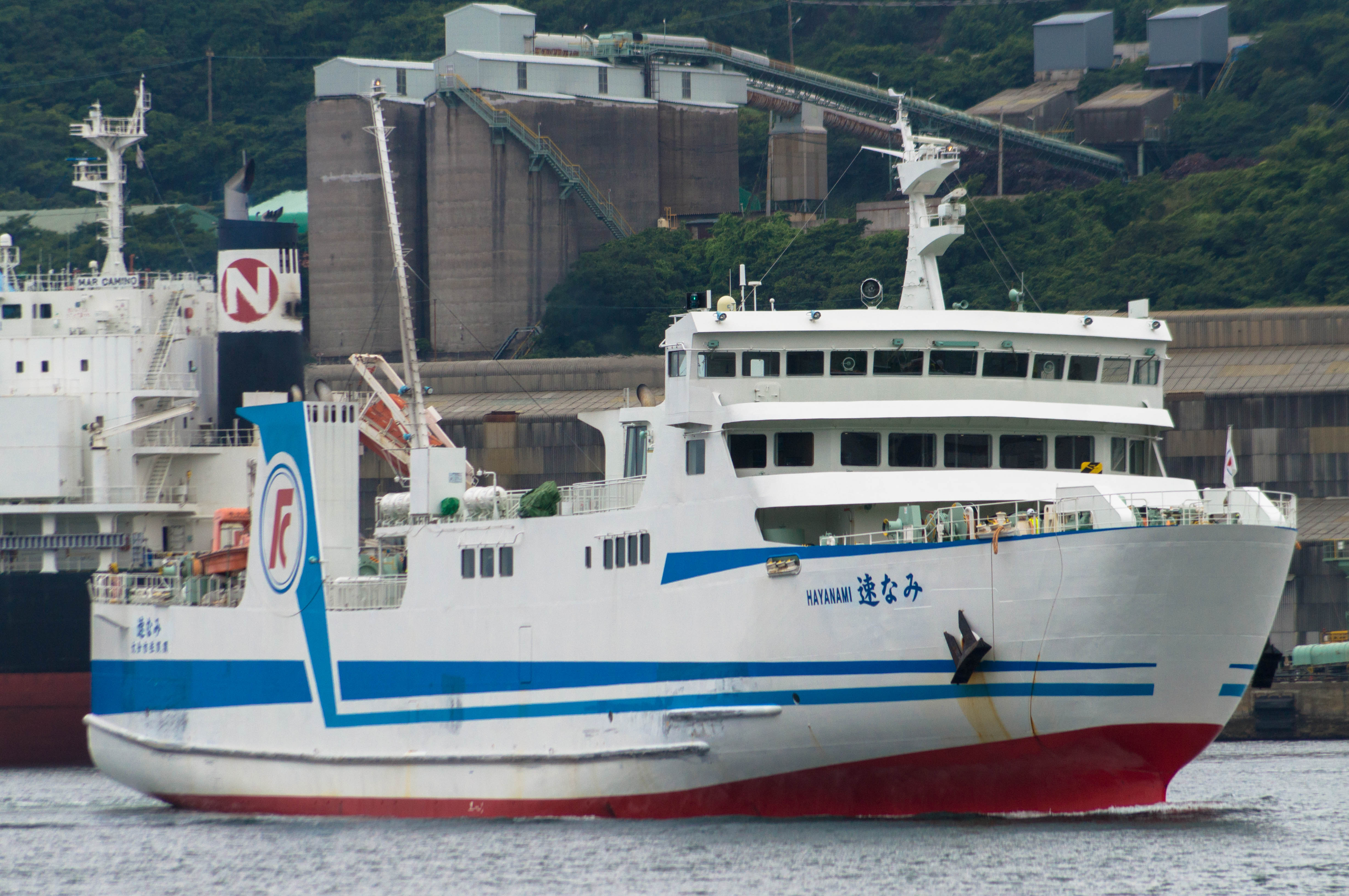
速なみ

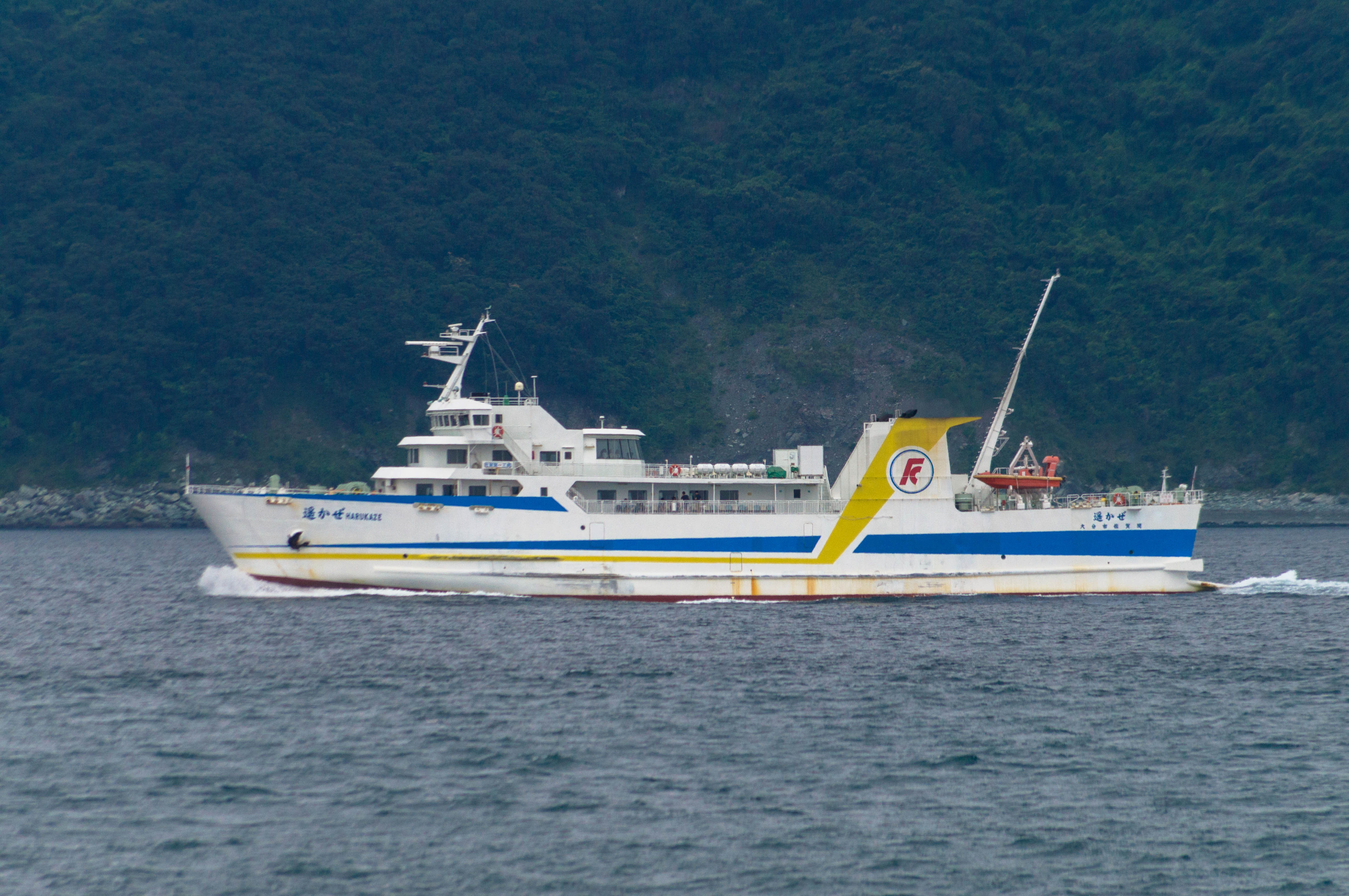
遥かぜ

  - 乗客定員：292名（一般席271名・展望席15名・個室6名）[11]
  - 自動車積載数：乗用車換算 57台
  - 造船所：臼杵造船所

2021年（令和3年）2月1日就航[11][12]

- 遊なぎ
  - 総トン数：998トン[19]
  - 連続最大出力：2,000PS×2[19]
  - 航海速力：16.0ノット[19]
  - 旅客定員：292名[19]
  - 自動車積載数：乗用車換算 51台[19]
  - 建造所：臼杵造船所[20]

2016年（平成28年）2月進水、6月17日就航[10]。
- 速なみ（はやなみ）[19]
  - 総トン数：995トン
  - 連続最大出力：2,000PS×2
  - 航海速力：16.0ノット
  - 旅客定員：292名（1等38名・2等254名）
  - 自動車積載数：乗用車換算 48台
  - 建造所：臼杵造船所

2012年（平成24年）2月11日就航。2016年（平成28年）6月21日、「シャトル豊予」より船名を変更。
- 遥かぜ（はるかぜ）[19]
  - 総トン数：697トン
  - 連続最大出力：2,000PS×2
  - 航海速力：16.0ノット
  - 旅客定員：292名（1等35名、2等257名）
  - 自動車積載数：乗用車換算 41台
  - 建造所：臼杵造船所

2001年（平成13年）1月竣工・就航[21]。2016年（平成28年）6月23日、「ニュー豊予3」より船名を変更。

### 過去に就航していた船舶
- ニュー豊予2[19]
  - 総トン数：699トン
  - 連続最大出力：2,000PS×2
  - 航海速力：16.0ノット

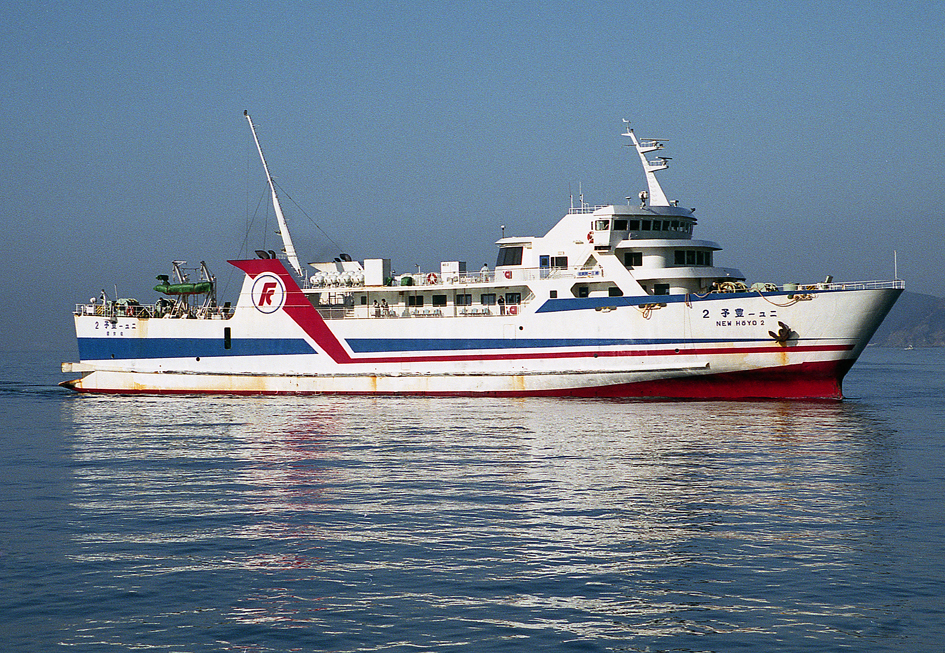
ニュー豊予2（三崎港）

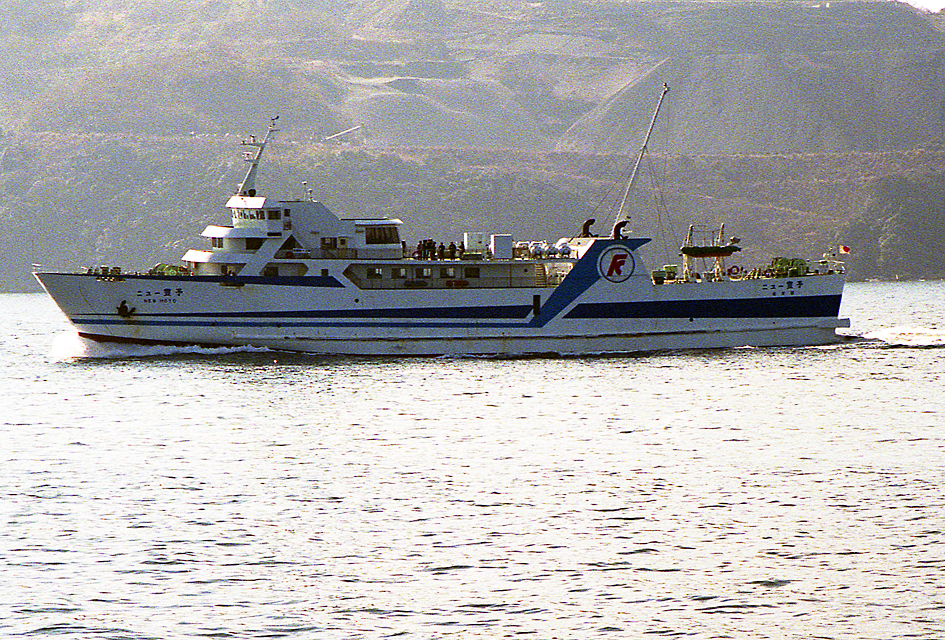
ニュー豊予

  - 旅客定員：292名（1等45名・2等247名）
  - 車両積載数：乗用車換算 41台
  - 建造所：臼杵造船所

1993年（平成5年）就航。「遊なぎ」就航に伴い2016年（平成28年）6月引退。タイへ売却。1990年に売却された第一豊予丸と僚船になる。
2023年4月16日、タイ国DonSakで着岸中に沈没着底事故。車両甲板まで浸水。

- ニュー豊予
  - 総トン数：699トン
  - 連続最大出力：2,000PS×2
  - 最高速力：17.9ノット
  - 航海速力：16.0ノット
  - 旅客定員：292名（1等40名・2等252名）
  - 車両積載数：8tトラック換算 16台
  - 建造所：臼杵造船所

1990年（平成2年）2月竣工・就航[21]。この船舶のみ特別室があった。2012年（平成24年）2月のシャトル豊予（現・速なみ）の就航に伴い、同年12月に引退した。
- 第二豊予丸
  - 総トン数：999.91トン
  - 出力：3,200PS
  - 最高速力：16.0ノット
  - 航海速力：15.0ノット
  - 旅客定員：400名
  - 車両積載数：8tトラック換算 24台
  - 建造所：神田造船所

1969年（昭和44年）5月竣工[21]。1972年（昭和47年）4月16日に宿毛観光汽船の宿毛-佐伯航路[22]、1976年6月に伊勢湾フェリーの鳥羽-伊良湖航路に就航。1984年（昭和59年）3月に用船を解除されて、同年にフィリピンに売却された[21]。
- 第一豊予丸
  - 総トン数：986.32トン
  - 出力：3,200PS
  - 最高速力：16.57ノット
  - 航海速力：15.0ノット
  - 旅客定員：244名
  - 車両積載数：乗用車4台
  - 建造所：神田造船所

1969年（昭和44年）3月竣工、同年4月就航。1990年（平成2年）にタイに売却された[21]。